# Theodora Llewelyn Davies
 Theodora Llewelyn Calvert (* 18. April 1898 in Birkenhead, England; † 21. Dezember 1988 in Birmingham, England) war eine britische Rechtsanwältin und Aktivistin. Sie war die erste Frau, die 1920 die Zulassung zur britischen Anwaltskammer Inner Temple beantragte.

## Leben
Davies war die zweite Tochter und das jüngste von drei Kindern von May Roberts und einem Manager der Blue Funnel Line, Maurice Llewelyn Davies. Sie war die Großnichte von Emily Davies, der Gründerin des Girton College in Cambridge. Nach dem Tod ihrer Mutter 1902 lebte die Familie weiterhin in Birkenhead, wo sie die Birkenhead High School besuchte, bevor sie an die St. Paul’s Girls 'School in London ging. 1916 studierte sie ein Jahr Jura an der Universität London, da dort der Erste Weltkrieg freie Studienplätze geschaffen hatte, weil viele Studenten im Kriegseinsatz waren. 1917 folgte sie ihrer Schwester und Tante an das Girton College, Cambridge, wo sie 1919 und 1920 die Law Tripos absolvierte.
Am 23. Dezember 1919 wurde das Gesetz Sex Disqualification (Removal) Act 1919 verabschiedet, welches Frauen erstmals ermöglichte, in Großbritannien in den Rechtsberuf einzutreten. Danach konnten Frauen Studentinnen der Inns of Court werden, mit dem ausdrücklichen Ziel, zur Anwaltschaft berufen zu werden, und Prüfungen ablegen, um sich als Anwältinnen zu qualifizieren. Der Inner Tempel wollte nicht gesetzlich gezwungen werden, Frauen den Beitritt zu erlauben, und so öffnete er die Anwaltskammer für Frauen, bevor die Gesetzgebung abgeschlossen war. Davies war die erste Frau, die sich am 9. Januar 1920 bewarb und schließlich im November 1922 zugelassen wurde. Am 26. Januar 1920 wurde Davies von Ivy Williams unterstützt, die am 10. Mai 1922 zur Anwaltschaft berufen wurde, während Davies bis zum 17. November 1922 warten musste. Neun weitere Frauen wurden zu der gleichen Zeit berufen, die meisten (darunter Monica Geikie Cobb und Helena Normanton) zum Middle Temple. Im Juni 1923 war Davies die erste Rechtsanwältin, die in der Halle des Inner Tempels speiste. Während ihres ersten Abendessens im Inneren Tempel führte ihre Schwester sie zur Tür, während die Aufsichtsperson in der Halle dafür sorgte, dass sie nicht von Zeitungsreportern belästigt wurde und dass sie einen Platz bekam, den sie mit ihren langen Röcken bewältigen konnte. In der Einrichtung gab es keine Badezimmer für Frauen, daher erhielt sie einen Schlüssel für das nahe gelegene Bankhaus, das eine Garderobe für weibliche Gäste bei gesellschaftlichen Veranstaltungen hatte.
Davies praktizierte mehrere Jahre als Rechtsanwältin in den Kammern von dem englischen Direktor der Staatsanwaltschaft Theobald Mathew in 4 Paper Buildings. 1926 wurde sie ehrenamtliche Rechtsberaterin der Women’s Engineering Society. Neben ihrer Anwaltspraxis setzte Davies die Familientradition des sozialen Aktivismus fort, indem sie für die älteste Strafreformorganisation der Welt, Howard League for Penal Reform arbeitete. Hier traf sie Roy Calvert, einen Aktivisten gegen die Todesstrafe.
Sie praktizierte sieben Jahre an der Anwaltskammer, bis sie 1929 in Amersham Calvert heiratete, mit dem sie zwei Töchter bekam. Beide waren an einer Strafreform und der Abschaffung der Todesstrafe interessiert. Sie waren Mitglieder des Exekutivkomitees der Howard League for Penal Reform. Einige Wochen nach ihrer Hochzeit unternahmen sie einen sechswöchigen Besuch in Amerika, um über die dortigen Strafanstalten für die Howard League zu berichten. Eines der Gefängnisse, die sie besuchten, war das berüchtigte Sing Sing (Gefängnis), wo sie eingeladen wurden, auf dem Elektrischen Stuhl zu sitzen, eine Einladung, die nur ihr Mann annahm. Die Reise beinhaltete auch den Besuch des 59. Jahreskongress der American Prison Association.
Das Ehepaar veröffentlichte 1933 die Studie: The Lawbreaker – a Critical Study of the Modern Treatment of Crime. Ihr Mann starb 1933 nach einer Routineoperation und sie zog mit ihren Töchtern wieder zu ihrer Schwester und ihrem Vater. 1935 wurde sie zur Friedensrichterin für Surrey ernannt. Im Alter von 90 Jahren starb sie an einer Lungenentzündung in Birmingham.
Ihre Tochter Jane Wynne Willson ist Schriftstellerin und Vizepräsidentin von Humanists UK.